# コンドールの戦い
コンドールの戦い（コンドールのたたかい、英語: Battle of Condore）は七年戦争および第三次カーナティック戦争中の1758年12月9日、イギリス東インド会社のフランシス・フォード率いるイギリス軍とセポイがコンフラン伯爵率いるフランス軍とセポイに勝利した戦闘。

## 背景
1758年4月にポンディシェリーに到着したフランス領インド総督ラリー伯爵はビュッシー＝カステルノー侯爵をハイデラバードから呼び戻した。がら空きになったハイデラバードでは現地のラージャが反乱を起こし、ロバート・クライヴは虎視眈々とフランス領を狙っていた。クライヴは反乱を利用して現地のラージャと手を組み、遠征軍を派遣した。

## 経過
イギリス軍は12月3日にコンフラン伯爵率いるフランス軍を発見、そのまま高地を進軍して6日にはフランス軍から4マイルのところまで近づいたが、両軍とも相手が強すぎると考えて戦闘を挑まなかった。膠着状態は8日まで続いたが、この日にフォードもコンフランも状況の打開策を考えた。コンフランは大砲6門をイギリス軍が占領していない高地まで運び、そこで攻撃するつもりであった。一方のフォードは3マイル離れたコンドールまで遠回りして、そこからコンフラン軍を駆除するつもりであった。
9日の朝4時、フォードはイギリス軍を連れて行軍、現地のラージャ率いるセポイにもフランス軍の攻撃を警告したが、ラージャは動かなかった。フォードが離れて間もなく、後ろからフランス軍の大砲の騒音がおき、そこでラージャから救援の要請が届いた。フォードはラージャの軍と合流するとコンドールへの進軍を再開、8時に到着した。

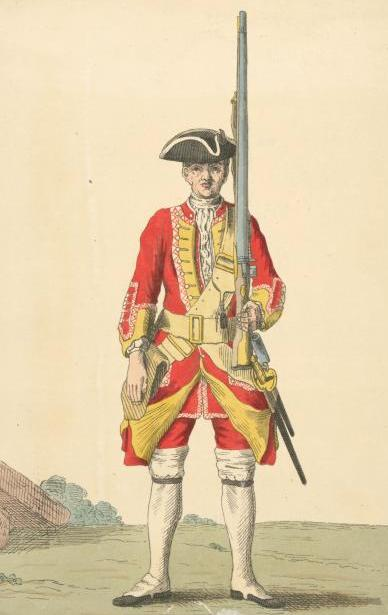
イギリス歩兵、1742年。イギリス歩兵の赤い上着は当時からよく知られていた。

フォード軍を倒したと喜んだコンフランは急いで追撃を命じたが、急ぎすぎて隊列が乱れた。フォードが兵士に戦列を組ませると、コンフランも同じ陣形で応戦、フォード軍が赤色の上着を着用したためイギリス兵士であると考え、フランス兵士で応戦した。しかし、その実はフォードがもしかしたら役に立つかもしれないと、予め赤色の上着を着用させたセポイであった。そのため、フランス兵士はセポイと戦闘した。1列目のセポイは敗れたが、その後ろに2列目が現れると、イギリス人兵士が多数いると勘違いしたフランス軍は動揺、敗走してしまった。

## 結果
フランス軍は士官6人と兵士80人が戦死、士官6人と兵士70人が負傷し、イギリス軍は士官1人とヨーロッパ人兵士15人が戦死、士官4人とヨーロッパ人兵士30人が負傷し、セポイも約100人の死傷者を出した。
大勝したフォードであったが、ここで資金の提供をめぐってラージャと争いがおこり、6週間にわたっての交渉でようやく合意した。1759年1月28日、フォードは行軍を再開して、2月6日にマスリパタムから48マイル北にあるエッロールを占領、続いて3月6日にマスリパタムを包囲した。